# Qinlingosaurus
Genre
Espèce
Qinlingosaurus est un genre de dinosaures sauropodes du Crétacé supérieur retrouvé en Asie. L'espèce-type, Qinlingosaurus luonanensis, a été nommée par Xue Xiangxu, Zhang Yunxiang et Bi Xianwu en 1996. Le nom générique fait référence au montagnes Qinling du Shaanxi, en Chine, où les premiers fossiles du genre ont été retrouvés. Le nom spécifique réfère à Luonang.
L'holotype (NWUV 1112) a été retrouvé dans la formation géologique Hongtuling. Il est composé d'un ilium, d'un ischium et de trois vertèbres.
Les preuves fossiles étant limitées, le genre est classé comme un sauropode incertae sedis. Il fait probablement partie des Neosauropoda.